# Sarah Grey
Sarah Grey (ur. 19 maja 1996 w Nanaimo) – kanadyjska aktorka, która wystąpiła m.in. w serialu The Order.

## Filmografia

### Filmy
| Rok  | Tytuł                             | Rola            | Uwagi       |
| ---- | --------------------------------- | --------------- | ----------- |
| 2010 | Labour Day                        | Sarah Saunders  | krótkometr. |
| 2013 | Cinemanovels                      | Julia           |             |
| 2013 | Embrace of the Vampire            | młoda Charlotte | film DVD    |
| 2014 | Zostań, jeśli kochasz             | Cute Groupie    |             |
| 2017 | Power Rangers                     | Amanda Clark    |             |
| 2017 | Last Night in Suburbia            | Hailey          |             |
| 2022 | Cześć, żegnaj i wszystko pomiędzy | Collette        |             |
| 2022 | The Accursed                      | Elly            |             |

### Telewizja
| Rok       | Tytuł                                | Rola                         | Uwagi          |
| --------- | ------------------------------------ | ---------------------------- | -------------- |
| 2013      | Almost Human                         | Lila                         | 1 odc.         |
| 2014      | Bates Motel                          | młoda Norma                  | 1 odc.         |
| 2015      | The Wrong Girl                       | Sophia Allen                 | film TV        |
| 2015      | Mów mi wampir                        | Not Caitlyn                  | film TV        |
| 2015      | A Mother's Instinct                  | Scarlett Betnner             | film TV        |
| 2016      | iZombie                              | Frankie                      | 1 odc.         |
| 2016      | Lucyfer                              | Rose                         | 1 odc.         |
| 2016      | The Wedding March                    | Julie Turner                 | film TV        |
| 2016      | Motyw                                | Nancy Bailin                 | 1 odc.         |
| 2016      | Miasteczko Wayward Pines             | Abigail                      | 1 odc.         |
| 2016      | Legends of Tomorrow                  | Courtney Whitmore / Stargirl | 3 odc.         |
| 2016      | Mommy’s Secret                       | Denise Harding               | film TV        |
| 2017      | Story of a Girl                      | Caitlin Spinelli             | film TV        |
| 2017      | Sidelined                            | Cameron                      | film TV        |
| 2018      | Dawno, dawno temu                    | Śpiąca królewna              | 1 odc.         |
| 2019–2020 | The Order                            | Alyssa Drake                 | w gł. obsadzie |
| 2021      | The Secret Lives of College Freshmen | Hannah Marks                 | film TV        |